# Stefan Müller-Altermatt
Stefan Müller-Altermatt, né le 17 juin 1976 à Langenthal (originaire de Murgenthal), est une personnalité politique suisse, membre du Centre.
Il est député du canton de Soleure au Conseil national depuis 2011.

## Biographie
Stefan Müller-Altermatt naît le 17 juin 1976 à Langenthal, dans le canton de Berne. Il est originaire de Murgenthal, dans le canton d'Argovie.
Il grandit à Wolfwil, dans le canton de Berne. Il étudie la biologie à l'Université de Bâle, où il obtient un doctorat en 2006. Il devient ensuite le premier directeur du parc naturel de Thal, région du Jura soleurois. Il occupe ce poste jusqu'en 2011.
Stefan Müller-Altermatt est marié et père de cinq enfants. Il habite à Herbetswil depuis l'âge de 20 ans.
Il a le grade de soldat à l'armée, où il est membre de la musique militaire. Il est joueur de cor de chasse.

## Parcours politique
Il est élu le 27 février 2005 au Grand Conseil du canton de Soleure. Il y est réélu en 2009, en obtenant le plus grand nombre de voix de sa circonscription. Il est également président de la commune de Herbetswil depuis octobre 2009.
En 2003, il est candidat au Conseil national sur la liste des jeunes de son parti, mais il n'est pas élu. Il est à nouveau candidat le 18 octobre 2011, cette fois sur la liste principale du Parti démocrate-chrétien. Il obtient le deuxième meilleur score de la liste, ce qui lui permet d'accéder au Conseil national. Il est réélu en 2015, 2019 et 2023, les trois fois comme seul élu cantonal de son parti à la chambre basse du Parlement. Il siège au sein de la Commission de l'environnement, de l'aménagement du territoire et de l'énergie (CEATE), d'abord comme vice-président puis comme président à partir de 2015, et depuis 2019 également au sein de la Commission de gestion (CdG).
Lors de la campagne des élections fédérales suisses de 2019, il se distingue en composant et interprétant une chanson pour l'occasion, intitulée « Rudern ohne Ziel » (ramer sans but),.
Stefan Müller-Altermatt est le président du Groupement chrétien-social (ancien Parti chrétien-social), un des groupements du Centre, depuis avril 2018.

### Autres mandats
Il est membre de la Commission de bioéthique, organe consultatif de la Conférence épiscopale suisse, et président du comité de l'association du Réseau des parcs suisses.